# RV Árni Friðriksson
Le RV Árni Friðriksson est un navire océanographique polyvalent et silencieux de l'Université d'Islande.

## Construction
Le navire a été construit au Chili , au chantier naval ASMAR et livré en avril 2000 à l'Institut national de recherche marine de l'Université d'Islande de Reykjavik, qui possède un deuxième navire de recherche, le RV Bjarni Sæmundsson.

## Description
La propulsion du navire est diesel-électrique. Quatre générateurs alimentés par des moteurs Caterpillar 3512B, chacun d'une puissance de 1080 kW (1468 cv), sont disponibles pour la production d'électricité. La propulsion est assurée par un moteur électrique Astholm de 3300 kW (4486 cv), qui agit sur une hélice sur tuyère Kort. Le navire est équipé d'un propulseur d'étrave d'une puissance de 250 kW (340 cv) et d'un hydrojet d'une puissance de 400 kW (543 cv) chacun comme système de contrôle latéral de proue et de poupe.
Le navire est équipé pour la recherche halieutique et diverses recherches océanographiques. Pour la recherche halieutique, il possède divers treuils en poupe, y compris de grands enrouleurs pour filets ou câbles. Plusieurs sonars et échosondeurs sont à bord. Des laboratoires sont mis en place pour les travaux de recherche. Deux conteneurs de 20 pieds peuvent être posés sur le pont. Dans le mât se trouve un nid-de-pie fermé, qui peut être utilisé pour l'observation de mammifères marins.
Le navire est équipé d'une perche de poupe pivotante pouvant soulever 35 tonnes. Parmi les autres engins de levage figurent deux grues de 70 et 36 tonnes, ainsi qu’une autre grue manuelle capable de soulever 24 tonnes.
À bord, il y a de la place pour 16 membres d'équipage et 17 scientifiques. Au total, 29 cabines sont installées à bord. Pour les scientifiques, 13 cabines simples et deux doubles sont disponibles. Le navire peut rester en mer jusqu'à 30 jours et parcourir jusqu'à 9 000 milles marins. La coque est renforcée contre la glace (classe de glace 1B).
 

### Note et référence
1. ↑  Asmar Shipyards

- (de) Cet article est partiellement ou en totalité issu de l’article de Wikipédia en allemand intitulé « Árni Friðriksson (Schiff) » (voir la liste des auteurs).